# Ágætis Byrjun
Albums de Sigur Rós
Von
(1998) ( )
(2002)
Singles
1. Svefn-g-englar
Sortie : 1999
2. Ný batterí
Sortie : 2000
3. Viðrar vel til loftárása
Sortie : 2000

Ágætis byrjun (ˈaːuɣaitɪs ˈpɪrjʏn, Un bon début) est le deuxième album du groupe post-rock islandais Sigur Rós, paru en 1999. Ágætis byrjun fut enregistré de 1998 au printemps 1999, produit par Ken Thomas, et devint l'album de Sigur Rós qui les aida à percer sur la scène musicale internationale. Ágætis byrjun représente un renouveau important du groupe, suite de leur précédent album, Von, beaucoup plus expérimental, et impose enfin ce qui sera considéré par la suite, comme les marques de fabrique de Sigur Rós tels que le jeu de la guitare à l'archet, et la riche orchestration classique, à base de violons.
Le titre de l'album vient de la réaction d'un ami à l'écoute de la première chanson que le groupe avait écrite pour cet album. Après avoir écouté la chanson, il déclara que c'était « un bon début ».
Sigur Rós remporta les Iceland Music Awards pour cet album.

## Réception
À l'origine sorti pour un petit comité, l'album gagna rapidement une large diffusion sur les radios islandaises, et passa l'automne 1999 à gravir les charts islandais, pour finalement y rester pendant de nombreuses semaines. Après un succès inattendu en Islande, l'album commença à intéresser la presse internationale, suivi par un battage médiatique sur internet, d'autant plus qu'il était salué par la critique. Ágætis byrjun est sorti au Royaume-Uni en 2000, et en Amérique du Nord en 2001 sous le label Fat Cat Records. En 2001, Ágætis byrjun  remporta le tout premier Shortlist Music Prize (en).
Le clip vidéo de Viðrar vel til loftárása continua de faire le buzz autour de l'album, et certaines chansons de l'album firent partie de bandes originales de film : Starálfur, utilisée dans La Vie aquatique et dans le téléfilm gagnant des Emmy Awards 2005 Rencontre au sommet. Svefn-g-englar est présente dans le film Vanilla Sky, parmi d'autres.
Ágætis byrjun a été classé par Pitchfork en huitième position de leur top des 200 albums des années 2000.
De plus, en décembre 2009, le magazine Rolling Stone a placé Ágætis byrjun à la 29e position des meilleurs albums des années 2000.
Fin 2010, le site officiel de Sigur Rós annonce une édition de luxe pour le dixième anniversaire de la sortie internationale d'Ágætis byrjun, mais aucune autre annonce n'a été faite sur ce sujet, faisant de cette version deluxe un projet pour l'instant inachevé.

## Structure
Les dix chansons de Ágætis Byrjun incluent des références à elles-mêmes : l'introduction de l'album est faite de parties de la chanson Ágætis Byrjun, passées à l'envers, et la dernière chanson, Avalon, est composée de différentes bouts des parties instrumentales de Starálfur, simplement ralenties. Les cordes de Starálfur sont elles-mêmes palindromiques : qu'on les passe à l'envers où à l'endroit ne change rien.
Les paroles de l'album sont toutes en islandais, exceptées Olsen Olsen et la dernière partie du titre Ágætis byrjun, qui sont chantées en Vonlenska. Sigur Rós a d'ailleurs utilisé cette langue fictive de manière importante dans leur album suivant, ( ), puisqu'il ne contient que du Vonlenska.

Logo du groupe

## Artwork
Le dessin de la couverture a été réalisé par Gotti Bernhöft avec un Bic Cristal. Le livret, présent dans l'édition CD de l'album contient la phrase : Ég gaf ykkur von sem varð að vonbrigðum... þetta er ágætis byrjun ce qui signifie Je vous ai donné de l'espoir qui est devenu du désespoir... c'est un bon début. Cette phrase est une référence habile à leur premier album Von et à l'album de remixes qui suivit, Von brigði.
Pour l'anecdote, les membres du groupe ont assemblé eux-mêmes les boîtiers du premier pressage. Cela a eu pour effet de rendre une bonne part des CD inutilisables en raison des taches de colle.

## Liste des titres
Toutes les chansons sont écrites et composées par Sigur Rós.
| 1.    | Intro                           | instrumental           |                                                                        | 1:36  |
| 2.    | Svefn-g-englar                  | islandais              | Jeu de mots entre « Svefngenglar » (Somnambules) et « Englar » (Anges) | 10:04 |
| 3.    | Starálfur                       | islandais              | Elfe au regard fixe                                                    | 6:46  |
| 4.    | Flugufrelsarinn                 | islandais              | Le sauveur de mouches                                                  | 7:48  |
| 5.    | Ný batterí                      | islandais              | Nouvelles piles                                                        | 8:06  |
| 6.    | Hjartað hamast (bamm bamm bamm) | islandais              | Le cœur bat (boum boum boum)                                           | 7:08  |
| 7.    | Viðrar vel til loftárása        | islandais              | Temps idéal pour raid aérien                                           | 10:13 |
| 8.    | Olsen Olsen                     | vonlenska              |                                                                        | 8:03  |
| 9.    | Ágætis byrjun                   | islandais et vonlenska | Un bon début                                                           | 7:39  |
| 10.   | Avalon                          | instrumental           |                                                                        | 4:01  |
| 71:53 |                                 |                        |                                                                        |       |

## Musiciens
- Jón Þór Birgisson – Chants, Guitare
- Kjartan Sveinsson – Claviers
- Georg Hólm – Basse
- Ágúst Ævar Gunnarsson – Batterie

## Historique des parutions
| Pays        | Date         | Label      | Format | Catalogue   | Notes                 |
| ----------- | ------------ | ---------- | ------ | ----------- | --------------------- |
| Islande     | Juin 1999    | Smekkleysa | CD     | SM79CD      |                       |
| Royaume-Uni | 11 août 2000 | Fat Cat    | LP     | FATLP11     |                       |
| Royaume-Uni | 11 août 2000 | Fat Cat    | CD     | FATCD11     |                       |
| États-Unis  | 22 mai 2001  | PIAS       | CD     | PIASA 01-02 |                       |
| Royaume-Uni | 9 mars 2009  | Fat Cat    | LP     | FATLP11X    | 180g vinyle, DMM (es) |